# Steffen Bringmann
Steffen Bringmann (Lipsia, 11 marzo 1964) è un ex velocista tedesco.

## Palmarès

### Europei
- 1 medaglia:
  - 1 argento (Stoccarda 1986 nella staffetta 4x100 m)

### Europei indoor
- 1 medaglia:
  - 1 argento (Madrid 1986 nei 60 m piani)